# Jezus is een Palestijn
Jezus is een Palestijn is een Nederlandse speelfilm uit 1999 geregisseerd door Lodewijk Crijns. Het script is geschreven door Crijns en Martin Lagestee. Hoofdrollen zijn weggelegd voor Hans Teeuwen, Kim van Kooten, Dijn Blom en Peer Mascini.
Jezus is een Palestijn is Crijns' eerste speelfilm en ging in januari 1999 in première op het International Film Festival Rotterdam. De film is een parodie op religieus fanatisme en millennialisme en behandelt ook onderwerpen als automutilatie, incest, euthanasie en de Bijlmervliegramp.

## Verhaal
Ramses (Hans Teeuwen) is een sullige twintiger die al acht jaar in een commune verblijft in Limburg. Van top tot teen doorboord met piercings en gekleed in een vormloos gewaad houdt hij zich daar bezig met de leer van Kahngoeroe (Anis de Jong). Vlak voor zijn nogal pijnlijke (genitale) initiatie verschijnt zijn zus Natasha (Kim van Kooten) ten tonele met het bericht dat hun vader (Peer Mascini) op sterven ligt in Amsterdam. Samen gaan ze naar de hoofdstad waar Ramses kennismaakt met het vrouwelijk geslacht, in het bijzonder Lonneke (Dijn Blom), én met Rashid (Najib Amhali), een Palestijnse profeet in de Bijlmer die het dak van zijn flat heeft ingericht als landingsplaats voor de Messias.

## Rolverdeling
| Acteur             | Personage               |
| ------------------ | ----------------------- |
| Hans Teeuwen       | Ramses                  |
| Kim van Kooten     | Natasja                 |
| Dijn Blom          | Lonneke                 |
| Peer Mascini       | Vader                   |
| Najib Amhali       | Rashid                  |
| Anis de Jong       | Kahngoeroe              |
| Pieter Bouwman     | Communeleider           |
| Ruben van der Meer | Osiris                  |
| Edo Brunner        | Xerxes                  |
| Micha Hulshof      | Ghengis                 |
| Gerardjan Rijnders | Arts                    |
| Lineke Rijxman     | Vrouwelijke arts        |
| Ferri Somogyi      | Bob                     |
| Remko Vrijdag      | Dago                    |
| Waldemar Torenstra | Roy                     |
| Tygo Gernandt      | Steven                  |
| Michiel de Jong    | Jacco                   |
| Sandra Mattie      | Maaike                  |
| Marisa van Eyle    | Vrouw Stichting Skepsis |
| Coby Timp          | Oude vrouw              |
| Joan Nederlof      | Barbara                 |
| Job Gosschalk      | Israëlische piloot      |

## Ontvangst
De film was met in totaal 26.203 bezoekers geen succes in de bioscoop en ook de kritieken waren teleurstellend. Zo noemde NRC Handelsblad het een flop.
De Volkskrant noemde de film "... een bij vlagen grappig maar vooral oppervlakkig portret van de moderne maatschappij waarin ironie de hoofdrol speelt." Volgens De Telegraaf is de film "een gruwelijke komedie", waarin openhartige beeldkeuzes zijn gemaakt. Het schreef ook: "het is zeker dat Nederland voor een groot deel gevuld is met mensen voor wie deze film niet is gemaakt." 8weekly schreef: "Helaas doet het houterige scenario van Crijns, dat hij lijkt te willen verbloemen met een flinke dosis 'functioneel bloot', afbreuk aan het vermakelijke acteerwerk."
In reactie op de negatieve kritieken zei regisseur Lodewijk Crijns in 2002 in De Filmkrant: "Jezus is een Palestijn vond ik een geweldige film om te maken, daar kon ik echt mijn ei in kwijt. Daar was ik zelf ook graag voor naar de bioscoop gegaan trouwens. Maar de hele filmwereld viel over me heen: acteurs, producenten, mijn eigen achterban. Dus maakte ik weer iets waar ik zelf minder lol in had maar waarmee ze me in elk geval serieus bleven nemen: Met grote blijdschap."

## Trivia
- De scènes van de commune werden opgenomen op het terrein van de Westergasfabriek in Amsterdam.
- Ook werden er opnamen gemaakt in de sloopflat Frissenstein in Amsterdam-Zuidoost.
- Voor het opnemen van de expliciete close-ups in de film werd gebruikgemaakt van body doubles.
- Ten tijde van de productie van de film waren Hans Teeuwen en Kim van Kooten elkaars levenspartner.[7]